# UFC Fight Night: Holloway vs. Oliveira
UFC Fight Night: Holloway vs. Oliveira (también conocido como UFC Fight Night 74) fue un evento de artes marciales mixtas celebrado por Ultimate Fighting Championship el 23 de agosto de 2015 en el SaskTel Centre, en Saskatoon, Canadá.

## Historia
Este fue el primer evento que la UFC ha celebrado en Saskatoon.
El evento estelar contó con el combate de peso pluma entre Max Holloway y Charles Oliveira.
Chris Wade esperaba enfrentarse a Olivier Aubin-Mercier en el evento. Sin embargo, Wade sufrió una lesión en julio y fue reemplazado por Tony Sims.

## Premios extra
Cada peleador recibió un bono de $50,000.
- Pelea de la Noche: Patrick Côté vs. Josh Burkman
- Actuación de la Noche: Frankie Pérez y Felipe Arantes